# 아제르바이잔 융단

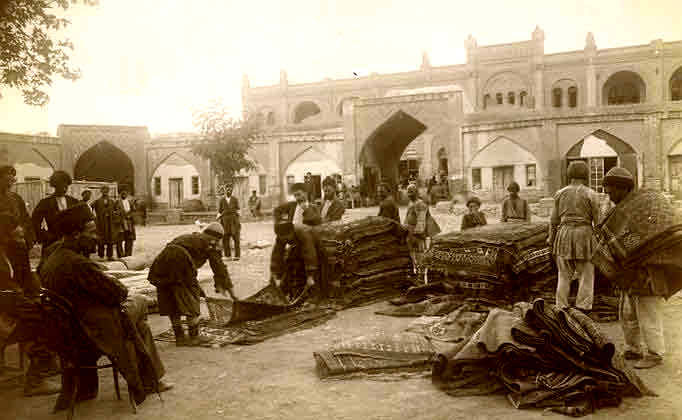
19세기 후반 아제르바이잔 간자의 융단 무역

아제르바이잔 융단(아제르바이잔어: Azərbaycan xalçası)은 아제르바이잔에서 만든 전통 융단이다. 아제르바이잔 융단은 다양한 크기의 수제 직물로, 질감이 촘촘하고 털이 있거나 털이 없는 표면을 가지고 있다. 전통적으로 융단은 아제르바이잔에서 바닥을 덮고, 실내 벽, 소파, 의자, 침대, 테이블을 장식하는 데 사용되었고 있다.
2010년 11월, 아제르바이잔 융단은 유네스코 인류 구전 및 무형유산 걸작으로 지정되었다.